# Terfenadin
Terfenadin ist ein  Arzneistoff und gehört zu den H1-Antihistaminika der zweiten Generation. Es wird zur Behandlung von Allergien eingesetzt. Terfenadin reduziert allergische Reaktionen durch eine Verdrängung des Histamins vom H1-Rezeptor.
Als Bestandteil eines Arzneimittel wurde Terfenadin erstmals 1982 von der Firma Marion Merrell Dow (heute Sanofi-Aventis) unter dem Namen Teldane in den Handel gebracht. Terfenadin wurde zwischenzeitlich in vielen Ländern, darunter Deutschland, vom Markt genommen, da es zu Todesfällen aufgrund von Herzrhythmusstörungen kam.

## Klinische Angaben

### Zugelassene Anwendungsgebiete
Terfenadin war in Deutschland zur Linderung von allergischer Rhinitis, allergischer Konjunktivitis und von allergischen Hautreaktionen zugelassen.
Nach Einschätzung von Fachkreisen stellt Terfenadin ein überholtes Therapieprinzip dar, da es sicherere und besser verträgliche Alternativen gibt.

### Gegenanzeigen
Terfenadin darf nicht eingenommen werden bei:
- deutlich eingeschränkter Leberfunktion
- Vorerkrankungen des Herzens
- Störungen des Elektrolythaushaltes, insbesondere Kalium- oder Magnesiummangel
- Appetitlosigkeit, Erbrechen oder Durchfall
- gleichzeitiger Behandlung mit zahlreichen Antibiotika oder Antimykotika
- gleichzeitiger Behandlung mit anderen Arzneimitteln, die den Abbau von Terfenadin in der Leber hemmen
- gleichzeitiger Behandlung mit Antiarrhythmika der Klassen I oder III
- gleichzeitiger Behandlung mit anderen Arzneimitteln, die die elektrische Repolarisation im Herzmuskel verzögern

### Unerwünschte Wirkungen
Terfenadin ist in der Regel gut verträglich. Es können Verwirrtheit, Schlaflosigkeit, Müdigkeit, Schwindelgefühle, Kopfschmerzen, Depressionen, Benommenheit, Muskelzittern und Magen-Darm-Beschwerden auftreten. Der Arzneistoff beeinträchtigt die Fahrtauglichkeit.
Der Einsatz von Terfenadin ist trotz seiner guten Verträglichkeit nicht sicher, da es in seltenen Fällen zu Herzrhythmusstörungen (mit QTc-Zeit-Verlängerung) kommen kann, die über Kammerflimmern und Herzstillstand zum Tode führen können.

### Wechselwirkungen mit anderen Stoffen
Wechselwirkungen treten mit Arzneistoffen auf, die ebenfalls über CYP3A4 – ein Isoenzym des Cytochrom P450-Systems – abgebaut werden oder dieses hemmen. Dazu gehören Miconazol, Ketoconazol, Itraconazol, Erythromycin, Clarithromycin, Serotonin-Wiederaufnahmehemmer und Grapefruitsaft.

### Besondere Patientengruppen
Bei Schwangeren, Patienten mit Herzkrankheiten und Leberschäden sowie Kindern darf das Mittel nicht angewendet werden.

## Pharmakologische Eigenschaften

### Wirkmechanismus
Terfenadin konkurriert im Verdauungstrakt, in der Gebärmutter, in Gefäßwänden und in der Bronchialmuskulatur mit dem Gewebshormon Histamin um die Bindung an den H1-Rezeptor. Diese reversible Bindung an den H1-Rezeptor vermindert die Folgen einer allergischen Histaminausschüttung wie z. B. Ödeme oder Juckreiz.
Weiterhin bindet Terfenadin auch an einen Kaliumkanal in Herzmuskelzellen (hERG-Kanal). Diese Bindung verzögert die elektrische Repolarisation im Herzmuskel und wird als ursächlich für das Auftreten von Herzrhythmusstörungen angesehen. Terfenadin wirkt zudem als FIASMA (funktioneller Hemmer der sauren Sphingomyelinase).

### Weg des Arzneistoffs durch den Körper
Terfenadin wird nach oraler Gabe zu etwa 70 % resorbiert. Der Stoff wird in der Leber durch das Enzym CYP3A4 in den aktiven Metaboliten Fexofenadin umgewandelt. Die Plasmahalbwertszeit beträgt 3,5 Stunden und die Proteinbindung 70 %.

## Chemische Informationen
Terfenadin hat eine ähnliche Struktur wie das Antihistaminikum Astemizol oder das Neuroleptikum Haloperidol. Es enthält ein Stereozentrum und ist damit ein chiraler Stoff. Es gibt zwei Enantiomere des Terfenadins, die (R)-Form und die (S)-Form. Der Arzneistoff ist ein 1:1-Gemisch der Enantiomere (Racemat).
| Enantiomere von Terfenadin | Enantiomere von Terfenadin |
| -------------------------- | -------------------------- |
|                            |                            |

## Geschichte
Terfenadin wurde Anfang der 1970er Jahre bei einer Vorläuferfirma der späteren Marion Merrell Dow synthetisiert und 1982 erstmals in den Handel gebracht. Terfenadin war lange Jahre rezeptfrei erhältlich.
1993 beschrieb Ray Woosley eine Reihe von Patienten mit Herzrhythmusstörungen unter Behandlung mit Terfenadin. In den Jahren danach wurde Terfenadin in vielen Ländern zunächst wieder verschreibungspflichtig und dann auch schrittweise aus dem Handel genommen (z. B. USA 1997). Im europäischen Ausschuss für Humanarzneimittel konnte sich Frankreich mit einer Initiative zum Widerruf aller Zulassungen für Terfenadin 1998 nicht durchsetzen. In Deutschland wurde nur eine hochdosierte Form durch die zuständige Behörde vom Markt genommen. Der Hersteller des Originalpräparates (damals Hoechst) zog sein Terfenadin-haltiges Arzneimittel jedoch auch im deutschen Sprachraum freiwillig vom Markt zurück. Die bis heute bestehende Verfügbarkeit von Terfenadin-haltigen Generika in Deutschland wird in Fachkreisen kritisch gesehen. Im Zuge des Wegfalls der Erstattungsfähigkeit von rezeptfreien Antihistaminika beobachtete die Arzneimittelkommission der deutschen Ärzteschaft unlängst einen Anstieg der Verordnungen des verschreibungspflichtigen und damit erstattungsfähigen Terfenadins.
Die unerwünschten Wirkungen des Arzneistoffs Terfenadin sind auch für die Geschichte der Arzneimittelsicherheit bedeutsam. Die schwerwiegenden Herzrhythmusstörungen unter Terfenadin lenkten die Aufmerksamkeit der Fachöffentlichkeit auf das bis dahin eher wenig beachtete Phänomen der „QT-Verlängerung“ durch Arzneimittel und führten zu Rückrufen von weiteren Arzneimitteln. Heute werden alle Arzneimittel vor ihrer Markteinführung auf solche Wirkungen systematisch hin untersucht.

## Handelsnamen und Darreichungsformen
Terfenadin ist der wirksame Bestandteil der Arzneimittel Hisfedin, Terfedura, Terfemundin und anderer mit rein generischen Namen. Diese Fertigarzneimittel werden innerhalb des deutschen Sprachraums nur in Deutschland vertrieben.
Frühere Handelsnamen waren u. a. Aldaban, Allerplus, Cyater, Nebralin, Seldane, Teldane, Teldanex, Terdin, Terfex, Ternadin, Triludan und weitere rein generische Namen.